# Rainer Küchenmeister
Rainer Küchenmeister, né le 14 octobre 1926 à Ahlen en Westphalie (Allemagne) et mort le 6 mai 2010 à Courtonne-la-Meurdrac (France), est un artiste peintre et professeur d'université allemand.

## Récompenses et distinctions
- 1971 : Prix d'art de Berlin (de)